# Zmarli w sierpniu 2015

## Sierpień 2015
- 31 sierpnia
  - Joy Beverley – brytyjska piosenkarka znana z trio Beverley Sisters[1]
  - Barbara Brecht-Schall – niemiecka aktorka[2]
  - Lucjan Polak – polski dyplomata, konsul generalny RP w Mediolanie i Brukseli[3]
  - Czesław Wala – polski działacz samorządowy, prezydent Raciborza (1975–1981)[4]
- 30 sierpnia
  - Wes Craven – amerykański reżyser filmowy[5]
  - Brian Hord – brytyjski polityk i przedsiębiorca, eurodeputowany I kadencji (1979–1984)[6]
  - Marvin Mandel – amerykański polityk Partii Demokratycznej[7]
  - George H. Pearce – amerykański biskup katolicki[8]
  - Oliver Sacks – brytyjski neurolog i pisarz[9]
  - Andrzej Włochowicz – polski fizyk[10]
- 28 sierpnia
  - Al Arbour – kanadyjski hokeista i trener[11]
  - Kyle Jean-Baptiste – amerykański aktor broadwayowski[12]
  - Józef Komarewicz – polski dziennikarz i poeta[13]
  - Graham Leggat – szkocki piłkarz[14]
  - Józef Wesołowski – watykański dyplomata i były biskup rzymskokatolicki[15]
- 27 sierpnia
  - George Cleve – amerykański dyrygent[16]
  - Stanisław Czerwiński – polski ekonomista rolnictwa, działacz PSL, dr inż.[17]
  - Darryl Dawkins – amerykański koszykarz[18]
  - Zbigniew Nowak – polski historyk literatury, bibliolog[19]
  - Roman Wierzbicki – polski polityk, rolnik, działacz związkowy, poseł na Sejm I kadencji, senator VI kadencji[20]
- 26 sierpnia
  - P.J. Kavanagh(inne języki) – angielski poeta[21]
- 25 sierpnia
  - Thomas Donato – amerykański biskup katolicki[22]
  - Andrzej Łapko – polski inżynier budownictwa, profesor Politechniki Białostockiej[23]
  - Frank E. Petersen – afroamerykański wojskowy, generał broni United States Marine Corps[24]
  - Francis Sejersted – norweski historyk, przewodniczący Komitetu Noblowskiego w latach 1991–1999[25]
- 24 sierpnia
  - Johan Renvall – amerykańska tancerka baletowa[26]
  - Stefan Uściłowski – polski mgr inż. budownictwa lądowego, uczestnik powstania warszawskiego, kawaler Krzyża Kawalerskiego Orderu Odrodzenia Polski[27]
  - Justin Wilson – brytyjski kierowca wyścigowy[28]
- 23 sierpnia
  - Jerzy Kamas – polski aktor[29]
  - Guy Ligier – francuski rugbysta i kierowca wyścigowy[30]
  - Harold B. Mattingly – brytyjski historyk i numizmatyk[31]
- 22 sierpnia
  - Mariem Hassan – sahrawijska wokalistka i autorka tekstów[32]
  - Nikolaus Lehnhoff – niemiecki reżyser operowy[33]
  - Andy Mapple – brytyjski narciarz wodny[34]
  - Arthur Morris – australijski krykiecista[35]
  - Khieu Thirith – kambodżańska polityk[36]
  - Eric Thompson – brytyjski kierowca wyścigowy[37]
  - Jakub Zabłocki – polski piłkarz[38]
- 21 sierpnia
  - Headley Bennett – jamajski saksofonista reggae i ska[39]
  - Anna Kashfi – brytyjska aktorka[40]
  - Melody Patterson – amerykańska aktorka[41]
  - Wang Dongxing – chiński działacz komunistyczny[42]
- 20 sierpnia
  - Egon Bahr – niemiecki polityk, dziennikarz[43]
  - Ewa Czermak – polska śpiewaczka operowa i pedagog muzyczny[44]
  - Lew Durow – rosyjski aktor[45]
- 19 sierpnia
  - Doudou N’Diaye Rose – senegalski perkusista i kompozytor[46]
- 18 sierpnia
  - Chalid Muhammad al-Asad – syryjski archeolog i wykładowca, był dyrektorem muzeum Palmyry[47]
  - Vladimír Filo – słowacki biskup katolicki[48]
  - Russ Henderson – trynidadzki pianista jazzowy[49]
  - Charles Read – brytyjski matematyk[50]
  - Roger Smalley – brytyjski pianista i kompozytor[51]
  - William Jay Smith(inne języki) – amerykański poeta[52]
  - Louis Stokes – amerykański polityk Partii Demokratycznej, kongresmen[53]
  - Bud Yorkin – amerykański producent filmowy i telewizyjny, reżyser, aktor[54]
- 17 sierpnia
  - Beata Brookes – brytyjska i walijska polityk, eurodeputowana I i II kadencji (1979–1989)[55]
  - Yvonne Craig – amerykańska aktorka i tancerka baletowa[56]
  - Sandy Kennon – południowoafrykański piłkarz grający na pozycji bramkarza[57]
  - Gerhard Mayer-Vorfelder – niemiecki polityk CDU i działacz sportowy[58]
  - Jerzy Niebrzydowski – polski inżynier energetyk[59]
  - Andrzej Jerzy Nowak – polski pianista, członek zespołu Niemen Aerolit[60]
  - László Paskai – węgierski duchowny katolicki, arcybiskup Esztergom-Budapesztu, kardynał, były Prymas Węgier[61]
- 16 sierpnia
  - Ja’akow Bekenstein – izraelski fizyk[62]
  - Robert Jarocki – polski dziennikarz i pisarz[63]
  - Kitty McGeever – angielska aktorka[64]
- 14 sierpnia
  - Bob Johnston – amerykański producent muzyczny[65]
  - Rogelio Livieres Plano – argentyński biskup katolicki[66]
  - Włodzimierz Łoziński – polski dziennikarz[67]
  - Karen Stives – amerykańska jeźdźczyni sportowa[68]
  - Jazz Summers – brytyjski manager muzyczny[69]
- 13 sierpnia
  - Tadeusz Hyla – polski działacz spółdzielczy i polityk, wiceminister (1986–1988)[70]
  - Wojciech Świniarski – polski golfista[71]
- 12 sierpnia
  - Ihor Jeremejew – ukraiński polityk[72]
  - Stephen Lewis – angielski aktor komediowy[73]
  - John Scott – angielski organista i dyrygent[74]
- 11 sierpnia
  - Gerhard Jürgen Blum-Kwiatkowski – polski artysta, malarz, twórca instalacji, teoretyk sztuki[75]
  - Harald Nielsen – duński piłkarz, napastnik[76]
- 10 sierpnia
  - Buddy Baker – amerykański kierowca wyścigowy[77]
  - Kazimierz Korzan – polski profesor nauk prawnych, specjalista w zakresie postępowania cywilnego[78]
  - Alojzy Norek – polski żużlowiec[79]
  - Stanisław Paździor – polski profesor nauk prawnych, kanonik[80]
  - Stanisław Steliga – polski działacz partyjny i inżynier, przewodniczący Prezydium WRN w Krośnie (1982–1990)[81]
- 9 sierpnia
  - Berto Camlek – słoweński motocyklista wyścigowy[82]
  - Frank Gifford – amerykański futbolista[83]
  - Jack Gold – brytyjski reżyser filmowy[84]
  - Jonathan Ollivier – brytyjski tancerz[85]
- 8 sierpnia
  - Ann McGovern(inne języki) – amerykańska autorka książek dla dzieci[86]
  - Antoni Kukliński – polski geograf i ekonomista, prof. dr hab., wiceminister spraw zagranicznych (1990–1991), wiceprzewodniczący Komitetu Badań Naukowych (1991–1992)[87]
  - Gus Mortson – kanadyjski hokeista[88]
  - Sean Price – amerykański raper[89]
  - Kayyar Kinhanna Rai – indyjski pisarz i dziennikarz[90]
  - Susan Sheridan – angielska aktorka[91]
  - Zygfryd Weinberg – polski lekkoatleta, trójskoczek[92]
- 7 sierpnia
  - Manuel Contreras – chilijski wojskowy[93]
  - Frances Oldham Kelsey – kanadyjska lekarka i farmakolog[94]
  - Louise Suggs – amerykańska golfistka[95]
  - Włodzimierz Śliwiński – polski producent i kierownik produkcji filmowej[96]
- 6 sierpnia
  - Mircea Dobrescu – rumuński bokser[97]
  - Danny Hegan – północnoirlandzki piłkarz[98]
  - Mark Sheeler – amerykański aktor[99]
- 5 sierpnia
  - George Cole – angielski aktor[100]
  - Tony Millington – walijski piłkarz, golkiper[101]
  - Jerzy Płażewski – polski krytyk i historyk filmu[102]
  - Herbert Wise – austriacki reżyser, producent filmowy, telewizyjny i teatralny[103]
- 4 sierpnia
  - Gilbert Dagron – francuski historyk, bizantynolog[104]
  - Arthur Dorward – szkocki rugbysta[105]
  - Krystyna Pabjańczyk-Likszo – polska koszykarka[106]
  - Billy Sherrill – amerykański muzyk country, producent nagrań, autor piosenek[107]
- 3 sierpnia
  - Robert Conquest – brytyjski historyk[108]
  - Coleen Gray – amerykańska aktorka[109]
  - Andrzej Graniwid Sikorski – polski polityk[110]
  - Adam Walaciński – polski kompozytor, publicysta muzyczny i profesor[111]
- 2 sierpnia
  - Cilla Black – angielska piosenkarka[112]
  - Sammy Cox – szkocki piłkarz[113]
- 1 sierpnia
  - Stephan Beckenbauer – niemiecki piłkarz i trener[114]
  - Barbara Krzyżanowska-Świniarska – polska lekarz chorób wewnętrznych, profesor nauk medycznych[115]
- data dzienna nieznana
  - Jerzy Świrad – polski działacz samorządowy i inżynier, przewodniczący PMRN/prezydent Świętochłowic (1972–1975), prezydent Tychów (1978/80–1983/4) i Katowic (1984–1989)[116]